# إلمر جاكوبس
إلمر جاكوبس (بالإنجليزية: Elmer Jacobs)‏ هو لاعب كرة قاعدة أمريكي، ولد في 10 أغسطس 1892 في سالم (ميزوري) في الولايات المتحدة، وتوفي بنفس المكان في 10 فبراير 1958.

## وصلات خارجية
- إلمر جاكوبس على موقعبيزبول رفرنس.كوم (الدوري الرئيسي) (الإنجليزية)
- إلمر جاكوبس على موقعبيزبول رفرنس.كوم (الدوري الثانوي) (الإنجليزية)